# Djeba
Djeba war die altägyptische Bezeichnung der altägyptischen Maßeinheit „Finger“ (englisch digit), der 1,87 Zentimeter maß. Vier Finger ergaben die Länge einer Handbreite und 28 Finger eine Königselle. Diese Maßeinheit wurde unter anderem für Pegel zur Messung der Nilfluthöhe verwendet.
Daneben verkörperte ein Finger die Kardinalzahl 10.000.